# Mohammadabad (Ghazipur)
Mohammadabad is een stad en gemeente in het district Ghazipur van de Indiase staat Uttar Pradesh. 

## Demografie
Volgens de Indiase volkstelling van 2001 wonen er 30.234 mensen in Mohammadabad, waarvan 52% mannelijk en 48% vrouwelijk is. De plaats heeft een alfabetiseringsgraad van 47%. 